# قهرمانی فوتسال زنان جهان
قهرمانی فوتسال زنان جهان مسابقاتی است که هرساله با حضور بهترین تیم‌های ملی فوتسال زنان جهان برگزار می‌شود. الگوی برگزاری این مسابقات جام جهانی فوتسال مردان است اما این بازی‌ها توسط فیفا سازماندهی نمی‌شود.

## دوره‌ها
| سال         | میزبان    | نهایی   | نهایی          | نهایی      | بازی جایگاه سوم | بازی جایگاه سوم           | بازی جایگاه سوم |   | تعداد تیم‌ها |
| سال         | میزبان    | قهرمان  | نتیجه          | نایب‌قهرمان | جایگاه سوم      | نتیجه                     | جایگاه چهارم    |   | تعداد تیم‌ها |
| ----------- | --------- | ------- | -------------- | ---------- | --------------- | ------------------------- | --------------- | - | ----------- |
| ۲۰۱۰        | اسپانیا   | · برزیل | ۵ – ۱          | · پرتغال   | روسیه و اسپانیا | روسیه و اسپانیا           | روسیه و اسپانیا | ۸ |             |
| ۲۰۱۱        | برزیل     | · برزیل | ۴ – ۳ (a.e.t.) | · اسپانیا  | · پرتغال        | ۳ – ۰                     | · روسیه         | ۸ |             |
| ۲۰۱۲        | پرتغال    | · برزیل | ۳ – ۰          | · پرتغال   | · اسپانیا       | ۱ – ۰                     | · روسیه         |   | ۱۰          |
| ۲۰۱۳ جزئیات | اسپانیا   | · برزیل | ۲ – ۱          | · اسپانیا  | · روسیه         | ۰ – ۰ (a.e.t.) ۱ – ۳ (ps) | · پرتغال        |   | ۹           |
| ۲۰۱۴ جزئیات | کاستاریکا | · برزیل | ۴ – ۳          | · پرتغال   | · اسپانیا       | ۸ – ۲                     | · کاستاریکا     |   | ۷           |
| ۲۰۱۵ جزئیات | گواتمالا  | · برزیل | ۳ – ۰          | · روسیه    | · اسپانیا       | ۹ – ۱                     | · پرتغال        |   | ۸           |